# Eudioctria doanei
Eudioctria doanei là một loài ruồi trong họ Asilidae. Eudioctria doanei được Melander miêu tả năm 1924. Loài này phân bố ở vùng Tân Bắc giới.